# 上ノ庄駅
上ノ庄駅（かみのしょうえき）は、三重県松阪市上ノ庄町にある、東海旅客鉄道（JR東海）名松線の駅である。

## 歴史
- 1960年（昭和35年）8月1日：国鉄名松線松阪駅 - 権現前駅間に新設[1][2]。旅客のみ取扱う無人駅[3]。
- 1987年（昭和62年）4月1日：国鉄分割民営化に伴い、JR東海の駅となる[1]。

## 駅構造
線路北側に単式ホーム1面1線を有する地上駅。
松阪駅管理の無人駅。ホーム上に待合所が設置されている。新設当初は枕木を組んでホームとし、待合所も無くベンチがあるだけの簡素な造りであった。

## 利用状況
「三重県統計書」によると、近年の1日平均乗車人員の推移は以下の通り。
| 年度   | 1日平均 乗車人員 |
| ------ | ---------------- |
| 1997年 | 11               |
| 1998年 | 10               |
| 1999年 | 10               |
| 2000年 | 9                |
| 2001年 | 7                |
| 2002年 | 11               |
| 2003年 | 13               |
| 2004年 | 15               |
| 2005年 | 21               |
| 2006年 | 19               |
| 2007年 | 17               |
| 2008年 | 14               |
| 2009年 | 12               |
| 2010年 | 11               |
| 2011年 | 8                |
| 2012年 | 12               |
| 2013年 | 12               |
| 2014年 | 11               |
| 2015年 | 10               |
| 2016年 | 8                |
| 2017年 | 6                |
| 2018年 | 7                |
| 2019年 | 6                |

## 駅周辺
当駅周辺は合併によって松阪市となるまで、旧・一志郡三雲町の飛地であった。
- 永善寺：本尊は木造阿弥陀如来坐像で、国の重要文化財となっている。
- 和田金牧場：松阪牛肥育と肉販売を行う有限会社和田金（わだきん）の大規模な牛舎がある。
- 近鉄山田線松ヶ崎駅
- 伊勢自動車道・松阪IC：1990年12月6日に開通・使用開始。

## 隣の駅
東海旅客鉄道（JR東海）
■名松線
松阪駅 - 上ノ庄駅 - 権現前駅